# دامرستون (ورمونت)
دامرستون (به انگلیسی: Dummerston) یک منطقهٔ مسکونی در ایالات متحده آمریکا است که در شهرستان ویندهام، ورمانت واقع شده‌است.
 دامرستون ۷۹٫۸ کیلومتر مربع مساحت و ۱٬۹۱۵ نفر جمعیت دارد و ۲۴۸ متر بالاتر از سطح دریا واقع شده‌است.